# Município de Salem (condado de Washington, Ohio)
O município de Salem (em inglês: Salem Township) é um município localizado no condado de Washington no estado estadounidense de Ohio. No ano de 2010 tinha uma população de 1.137 habitantes e uma densidade populacional de 15,64 pessoas por km².

## Geografia
O município de Salem encontra-se localizado nas coordenadas 39° 33′ 20″ N, 81° 24′ 39″ O. Segundo a Departamento do Censo dos Estados Unidos, o município tem uma superfície total de 72.68 km², da qual 72,06 km² correspondem a terra firme e (0,85 %) 0,62 km² é água.

## Demografia
Segundo o censo de 2010, tinha 1.137 habitantes residindo no município de Salem. A densidade populacional era de 15,64 hab./km². Dos 1.137 habitantes, o município de Salem estava composto pelo 97,45 % brancos, o 0,62 % eram afroamericanos, o 0,44 % eram amerindios, o 0,62 % eram asiáticos, o 0,09 % eram insulares do Pacífico e o 0,79 % eram de uma mistura de raças. Do total da população o 0,18 % eram hispanos ou latinos de qualquer raça.